# Bradykardia odruchowa
Bradykardia odruchowa (ang. reflex bradycardia) – termin oznaczający zwolniony rytm serca (bradykardię) powodowany przez niektóre bodźce.
Sygnały przywspółczulne od nerwów błędnych do serca są uważane za powód tej arytmii.
Niektóre bodźce to:
- Odruch Aschnera[2]
- współczulny odruch na wzmożone ciśnienie śródczaszkowe (odruch Cushinga)[3].